# Единый налог
Единый налог — система налогообложения, основанная в основном или исключительно на одном налоге, обычно выбираемом из-за его особых свойств, часто выбирается земельным налогом. Идея единого налога на стоимость земли была независимо предложена Джоном Локком и Барухом Спинозой в 17 веке. Позднее французские физиократы изобрели термин impôt unique из-за уникальных характеристик земли и ренты.
Пьер Ле Пезан, сье де Буагильбер и Себастьян Ле Престр де Вобан также рекомендовали единый налог, но, в отличие от физиократов, они отвергли утверждение о том, что земля обладает определенными экономическими свойствами, которые делают ее уникально подходящей для налогообложения, поэтому вместо этого они предложили фиксированный налог на все доходы.
В конце 19 — начале 20 века возникло популистское движение за единый налог, которое также стремилось взимать единый налог с арендной платы за землю и природные ресурсы, но по несколько иным причинам. Это движение «единого налога» позже стало известно как джорджизм, в честь его самого известного сторонника Генри Джорджа. Он предложил упрощенную и справедливую налоговую систему, которая защищает естественные права и доходы которой основаны исключительно на ренте за землю и природные ресурсы, без дополнительного налогообложения улучшений, таких как здания. Некоторые либертарианцы выступают за установление стоимости земли как на неизменно этичный и неискажающий способ финансирования основных операций правительства, при этом избыточная рента распределяется как тип гарантированного базового дохода, традиционно называемого дивидендами гражданина, для выплаты компенсации тем членам общества, которые по закону были лишены равной доли пространственной ценности земли и равного доступа к естественным возможностям. (См. Геолибертарианство)
Соответствующие налоги, в принципе получаемые из налога на стоимость земли, включают пигувианские налоги для более эффективной интернализации внешних издержек загрязнения, чем судебные разбирательства, а также налоги на добычу сырья для регулирования истощения невосполнимых природных ресурсов и предотвращения непоправимого ущерба ценным экосистемам из-за нерациональных методов, таких как чрезмерный вылов рыбы.
Были и другие предложения по единому налогу на имущество, товары или доход. Совсем недавно другие внесли предложения о едином налоге на основе других моделей доходов, таких как предложение FairTax по налогу на потребление и различные предложения по фиксированному налогу на доходы физических лиц.